# 武庫川女子大学
武庫川女子大学（むこがわじょしだいがく、英語: Mukogawa Women's University）は、兵庫県西宮市池開町に本部を置く日本の私立大学。1939年創立、1949年大学設置。大学の略称は武庫女（むこじょ）。

## 概観
1939年、兵庫県氷上郡（現丹波市）出身の公江喜市郎によって創設された武庫川高等女学校を前身とする。
2039年の学院創立100周年に向け、2019年に「一生を描ききる女性力を。」とうたう「MUKOJO Vision」を公表。自らの意志と行動力で可能性を拡げる女性を育成している。総合大学の知見を生かした産官学の連携プロジェクトに積極的に取り組み、女性活躍社会を推進している。
ジェンダー・ギャップ指数で世界の下位にある日本の現状を知ったうえで、学生が在学中に自らのキャリアを考え、あらゆる壁を突破する行動力を身に付けるよう、独自の基盤教育プログラム「MUKOJO未来教育プログラムSOAR」を展開している。SOAR導入講義は全新入生が受講する。また、2024年4月から西宮北口キャンパスでDX（デジタルトランスフォメーション)に特化したリカレント教育「MUKOnoa＋（ムコノアプラス）」をスタート。広く一般に門戸を開き、すべてのビジネスパーソンを対象に150以上の講座を提供している。
2024年4月に文学部に歴史文化学科を開設し、大学は12学部20学科となる。また短期大学部3学科、大学院8研究科14専攻、1専攻科を設置している。2023年5月1日現在における在学生(大学院生含む）は10,070人で、日本の女子大の中で最も多い。文系から理系、芸術、スポーツまで幅広い学びのフィールドは共学に勝るとも劣らない。アメリカに甲子園球場12個分の広大なキャンパスを備えた分校を持つ数少ない大学である。
卒業生は20万人以上。
2027年度に共学化し、新名称は武庫川大学となる予定であるが、トイレなどの整備の都合で学部によっては2028年度以降となる可能性もある。付属の中学・高校は女子校のままとなる。

## 沿革
当時兵庫県首席視学だった公江喜市郎（こうえきいちろう、1897－1981年）が、1931年に欧米の教育事情視察に出かけて、特にイギリスの私学に感銘を受けて、帰国後に学校創設に着手した。
- 1939年
  - 2月 - 武庫川学院創設
  - 4月 - 武庫川高等女学校開校
- 1946年4月 - 武庫川女子専門学校開校
- 1947年
  - 4月 - 武庫川学院中学校開校
  - 6月12日 - 昭和天皇が学校に行幸（昭和天皇の戦後巡幸に一環）。授業風景や戦災後の校舎の復興状況などを視察した[5]。
- 1948年4月 - 武庫川学院高等学校開校
- 1949年4月 - 武庫川学院女子大学開学。学芸学部（国文学科、生活科学科）設置
- 1950年4月 - 武庫川学院女子短期大学開学
- 1952年2月 - 学芸学部に英文科第一部および第二部、国文学科第二部の増設、生活科学科に食物学専攻、被服学専攻に専攻分離認可
- 1958年
  - - 武庫川学院女子大学を武庫川女子大学に改称
  - 1月 - 学芸学部を文学部（国文学科、英文学科）と家政学部（食物学科、被服学科）へ改組の旨認可
  - 3月 - 学芸学部第一部廃止
- 1959年1月 - 大学に音楽学部（声楽学科、器楽学科（ピアノ専攻、ヴァイオリン専攻））設置認可
- 1962年
  - 1月 - 大学に薬学部（薬学科）設置
  - 3月 - 学芸学部第二部を廃止
- 1966年4月 - 武庫川女子大学大学院修士課程開設（家政学研究科、薬学研究科）
- 1975年4月 - 武庫川女子大学附属幼稚園開園
- 1985年4月 - 武庫川女子大学専攻科を開設。武庫川学院女子短期大学を武庫川女子大学短期大学部に改称
- 1989年4月 - 武庫川女子大学大学院博士後期課程開設
- 1990年10月 - アメリカ合衆国ワシントン州スポケーン市に分校としてムコガワ・フォート・ライト・インスティテュート（MFWI）設立
- 1994年4月 - 武庫川女子大学の家政学部を生活環境学部に改組
- 1995年4月 - 武庫川学院中学校を武庫川女子大学附属中学校に、武庫川学院高等学校を武庫川女子大学附属高等学校に改称
- 2006年4月 - 生活環境学部建築学科を設置(女子大学として初)。同時に大学院生活環境学研究科に建築学専攻を設置
- 2008年12月 - 東京・帝国ホテルタワーに東京センターを開設
- 2009年
  - 4月 - 武庫川女子大学音楽学部の声楽学科及び器楽学科を演奏学科（声楽専修及びピアノ専修ならびに管弦専修）及び応用音楽学科に再編
  - 7月 - トルコ文化研究センター開設
- 2010年4月 - 武庫川女子大学大学院薬学研究科薬科学専攻修士課程開設。武庫川女子大学健康科学研究所開設。武庫川女子大学附属保育園開園
- 2011年4月 - 武庫川女子大学に健康・スポーツ科学部を、武庫川女子大学大学院に健康・スポーツ科学研究科を設置
- 2012年4月 - 武庫川女子大学大学院薬学研究科に薬学専攻（博士課程）、薬科学専攻（博士後期課程）を開設。武庫川女子大学栄養科学研究所開設
- 2015年4月 - 武庫川女子大学に看護学部を、武庫川女子大学大学院に看護学研究科（修士課程）を設置
- 2017年1月 - 帝国ホテル内の東京センターを東京駅八重洲中央口前に移設
- 2019年4月 - 武庫川女子大学文学部の教育学科を教育学部教育学科に改組
- 2020年4月 - 武庫川女子大学生活環境学部の食物栄養学科を食物栄養科学部食物栄養学科、食創造科学科に、生活環境学部の建築学科を建築学部建築学科、景観建築学科に改組。経営学部経営学科を開設
- 2023年4月　- 健康・スポーツ科学部からスポーツマネジメント学科新設。社会情報学部から、社会情報学科情報メディア専攻、情報サイエンス専攻新設。心理・社会福祉学部から心理学科、社会福祉学科新設。英語文化学科➡︎英語グローバル学科に名称変更。心理・社会福祉学部、スポーツマネジメント学科の開設に伴い、短期大学部の心理・人間関係学科および健康・スポーツ学科は2023年度以降の学生募集を停止。
- 2024年4月 - 文学部に歴史文化学科開設。英語グローバル学科は2専攻制（英語文化専攻/グローバル・コミュニケーション専攻）となる。
- 2025年予定 - 短期大学部の募集を停止。環境共生学部を開設。
- 2027年予定 - 大学のみ男女共学化。学名を「武庫川大学」に改称[6]。

## 所在地
- 中央キャンパス[7]（兵庫県西宮市池開町6-46）
  - アクセス:阪神本線鳴尾・武庫川女子大前駅より徒歩7分
- 浜甲子園キャンパス[8]（兵庫県西宮市甲子園九番町11-68）
  - アクセス:阪神本線甲子園駅より徒歩15分、または阪神バスで2分「武庫川女子大薬学部前」下車
- 上甲子園キャンパス・甲子園会館[9]（兵庫県西宮市戸崎町1-13）
  - アクセス:JR神戸線甲子園口駅より徒歩10分
- 武庫女ステーションキャンパス[10]（兵庫県西宮市里中町3ｰ13）
  - アクセス:阪神本線鳴尾・武庫川女子大前駅改札前徒歩0分
- 北摂キャンパス・丹嶺学苑研修センター[11]（兵庫県神戸市北区長尾町上津4553-1）
- アメリカ分校[12]（4000 W. Randolph Rd., Spokane, WA 99224-5279, U.S.A.)

## 教育および研究

### 学部・学科
- 文学部
  - 日本語日本文学科
  - 歴史文化学科（2024年4月開設）
  - 英語グローバル学科
- 教育学部
  - 教育学科
- 心理・社会福祉学部
  - 心理学科
  - 社会福祉学科
- 健康・スポーツ科学部
  - 健康・スポーツ科学科
  - スポーツマネジメント学科
- 生活環境学部
  - 生活環境学科
- 社会情報学部
  - 社会情報学科
- 食物栄養科学部
  - 食物栄養学科
  - 食創造科学科
- 建築学部
  - 建築学科
  - 景観建築学科
- 音楽学部
  - 演奏学科
  - 応用音楽学科
- 薬学部
  - 薬学科（6年制）
  - 健康生命薬科学科（4年制）
- 環境共生学部（2025年4月開設）
  - 環境共生学科[注釈 1]
- 看護学部
  - 看護学科
- 経営学部
  - 経営学科
- 共通教育部

### 研究科
（男女共学である）
- 文学研究科
  - 日本語日本文学専攻（修士課程・博士後期課程。昼夜開講）
  - 英語英米文学専攻（修士課程・博士後期課程。昼夜開講）
  - 教育学専攻（修士課程。昼夜開講）
  - 臨床心理学専攻（修士課程。昼間開講）
- 臨床教育学研究科
  - 臨床教育学専攻（修士課程は夜間開講、博士後期課程の教育学分野および臨床心理学分野は昼間開講、臨床教育学分野は夜間開講）
- 健康・スポーツ科学研究科
  - 健康・スポーツ科学専攻（修士課程。昼夜開講）
- 生活環境学研究科
  - 生活環境学専攻（修士課程は昼間開講・博士後期課程は昼夜開講）
- 食物栄養科学研究科
  - 食物栄養学専攻（修士課程・博士後期課程。昼夜開講）
  - 食創造科学専攻（修士課程・博士後期課程。昼夜開講）
- 建築学研究科
  - 建築学専攻（修士課程は昼間開講・博士後期課程は昼夜開講）
  - 景観建築学専攻（修士課程は昼間開講・博士後期課程は昼夜開講）
- 薬学研究科
  - 薬学専攻（博士課程。昼夜開講）
  - 薬科学専攻（修士課程、博士後期課程。昼夜開講）
- 看護学研究科
  - 看護学専攻（修士課程・博士後期課程。夜間開講）

### 専攻科
- 音楽専攻科
  - 声楽専攻
  - 器楽専攻

### 短期大学部
- 短期大学部
  - 幼児教育学科
  - 食生活学科
  - 生活造形学科

### 附属機関
- 総合研究所
  - 教育総合研究所[13]
  - 健康科学総合研究所[14]
  - 女性活躍総合研究所[15]
- 付置組織・センター（学院組織図[16]に記載されているもの、公式サイトに記載またはリンクのあるもの）
  - 全学教育センター
  - 学校教育センター
  - 附属総合ミュージアム[17] - 博物館法に基づく兵庫県教育委員会登録博物館[18][注釈 2]。
  - 女性研究リーダー育成推進センター[19]
  - スポーツセンター[20]
  - オープンカレッジ[21]（旧西宮北口キャンパス／兵庫県西宮市北昭和町9-32）
  - 附属図書館[22]
  - 社会連携推進センター[23]
  - 発達・臨床心理センター[24]（心理・社会福祉学部 心理学科）
  - 国際センター[25]
  - キャリアセンター[26]
  - 健康サポートセンター[27]
  - 学生相談センター[28]
  - 丹嶺学苑研修センター[11]
  - 言語文化研究所（文学部日本語日本文学科関連施設[29]）
  - 生活美学研究所[30]（附属総合ミュージアム[17]）
  - 情報教育研究センター[31]
  - トルコ文化研究センター[32][33]（建築学部 建築学科）
  - バイオサイエンス研究所[34]（2024年4月健康科学総合研究所[14]バイオサイエンス部門として統合）
  - 国際健康開発研究所（2024年4月健康科学総合研究所[14]国際健康開発部門として統合）
  - 栄養科学研究所（2024年4月健康科学総合研究所[14]栄養科学部門として統合）

## 学内奨学金

### 給付型
- 武庫川学院奨学
  - A（授業料40％相当額）
  - B（年額20万円）
- 武庫川学院鳴松会奨学

### 貸与型
- 武庫川女子大学・武庫川女子大学短期大学部 教育後援会奨学金
- 武庫川女子大学 薬学部薬学科 貸与奨学

## 国際協定校
- アメリカ合衆国
  - テキサス女子大学（英語版）（テキサス州・デントン郡）
  - セント・マーチンズ大学
  - ゴンザガ大学
  - ホイットワース大学
  - スポケーン・フォールズ・コミュニティ・カレッジ
  - オールド・ドミニオン大学
  - イースタン・ワシントン大学
  - モンタナ大学
  - ボイシー州立大学
  - ルイス・クラーク州立大学
  - ワシントン州立大学
  - ニューメキシコ大学
- カナダ
  - マウント・ロイヤル大学（英語版）
- オーストラリア
  - マードック大学
  - クイーンズランド工科大学
- 大韓民国
  - 韓南大学校
  - 梨花女子大学校
- 中華人民共和国
  - 西安交通大学
  - 北京中医薬大学
  - 山東大学威海分校
  - 瀋陽薬科大学
- イギリス
  - セントラル・ランカシャー大学
- トルコ
  - バルチェシヒル大学
- ドイツ
  - ライプチヒ大学
- イタリア
  - ローマ・ラ・サピエンツァ大学
- 台湾
  - 銘傳大学
- ベトナム
  - ホンバン国際大学
  - ハノイ貿易大学
  - ホーチミン　オープン大学
- タイ
  - チェンマイ大学

## 大学関係者と組織

### 大学関係者一覧
- 武庫川女子大学の人物一覧

## 施設・キャンパス[35]

### 中央キャンパス[7]
本部、文学部／教育学部／心理・社会福祉学部／健康・スポーツ科学部／生活環境学部／社会情報学部／食物栄養科学部／音楽学部／看護学部／経営学部／短期大学部、専攻科、大学院：文学研究科／臨床教育学研究科／健康・スポーツ科学研究科／生活環境学研究科／食物栄養科学研究科／看護学研究科、
【施設】本館／中央図書館／公江記念講堂／文学1号館,2号館／東館／南館／公江記念館／日下記念マルチメディア館／健康科学館／音楽館／学院記念館／クリステリア／生活環境1号館,2号館／食物栄養科学館,アネックス／第1,第2,第3体育館／第1体育館アネックス／有恒会館／学術研究交流館／研究所棟／体育研究棟／総合心理科学館／栄養科学館／看護科学館／学校教育館／武道館／テニスコート／総合スタジアム／浜甲子園グラウンドなど

### 浜甲子園キャンパス[8]
薬学部／環境共生学部、大学院：薬学研究科
【施設】薬学研究管理棟／実習棟／図書館棟／薬用植物園／講義棟／薬学部別館（臨床薬学教育研究センター）／環境共生教育研究棟／プロジェクト棟（建設中）など

### 上甲子園キャンパス[9]
建築学部、大学院：建築学研究科
【施設】甲子園会館／建築スタジオ／景観建築スタジオ東館／景観建築スタジオ西館など

### 武庫女ステーションキャンパス[10]
【施設】レクチャールーム／放送スタジオ／Lavy’s Café／みなと銀行鳴尾支店／アネックスⅠ（ウェルネス館）／アネックスⅡなど

### 北摂キャンパス[11]
【施設】丹嶺学苑研修センター／野外クッキング場／テニスコート／バレーコート／多目的広場／遊歩道／ディスクゴルフコース／薬用植物園など

### アメリカ分校[12]
アメリカ合衆国ワシントン州スポケーンにアメリカ分校(MUSC:Mukogawa U.S. Campus)を設置している。

### その他
- 東京センター（閉鎖されている）

東京駅八重洲中央口から徒歩1分。首都圏での就職活動をサポート。その他、受験生への情報発信、首都圏で働く卒業生の交流の場として活用されている。

## 部活動
運動部、文化部、同好会がある。そのほか、武庫川女子大学公認の届出サークルがある。

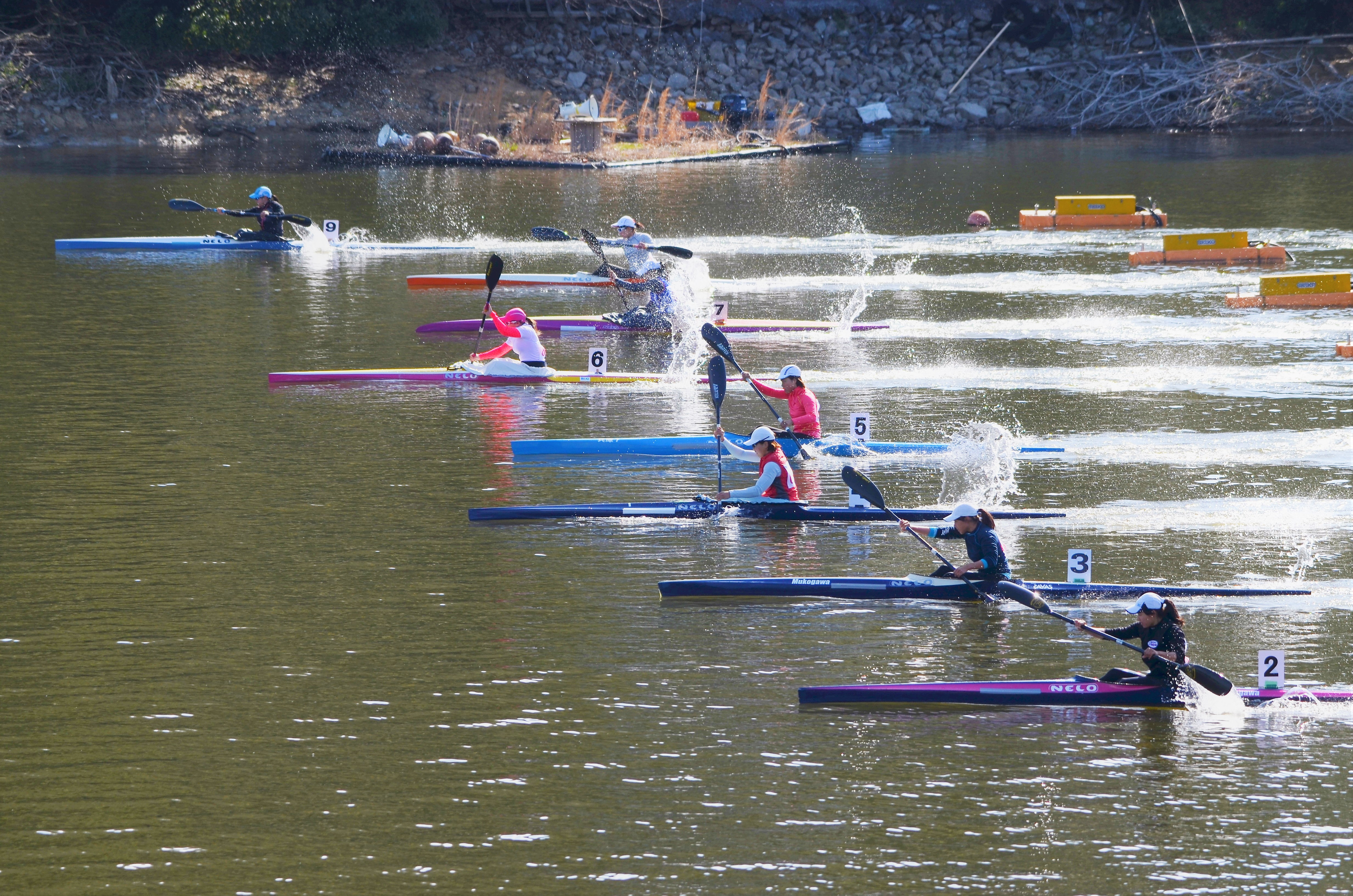
2016年 カヌースプリント 海外派遣選手選考会（府中湖カヌー競技場）

- カヌー部

カヌースプリント競技を行う。全日本学生カヌー選手権大会において、2012年から2022年連続11回、総合優勝（女子の部）を続ける強豪校である。これまでに、渡辺麻子、鈴木祐美子、北本忍といったオリンピック選手を輩出している。
- タッチ・フットボール部

獲得した全国タイトルは、計24回（さくらボウル9回・シュガーボウル4回・プリンセスボウル11回）である。
- 体操部

全日本学生体操競技選手権大会（全日本インカレ）では、常に上位入賞を続ける強豪校である。2021年東京オリンピックに体操女子総合  団体で杉原愛子が出場し、5位入賞を果たした。
- 新体操部

全日本インカレ準優勝・All JAPAN準優勝も果たしたこともあり、常に上位入賞を続ける強豪校である。
- 水泳部

関西学生選手権及び日本学生選手権において個人種目上位入賞を続ける強豪校である。2021年東京オリンピックに女子シンクロ高飛び込みで荒井祭里が出場し、６位となった。
- ダンス部
- バトン・チアリーディング部
- バレーボール部
- バスケットボール部
- 陸上部
- ラクロス部
- バドミントン部
- サッカー部
- 柔道部
- 剣道部
- 硬式テニス部
- 軟式テニス部
- 卓球部

## 附属学校
- 武庫川女子大学附属中学校・高等学校
- 武庫川女子大学附属保育園（2010年4月開園）
- 武庫川女子大学附属幼稚園